# Tchimpounga Chimpanzee Rehabilitation Center
Das Tchimpounga Chimpanzee Rehabilitation Center ist eine von der Republik Kongo 1992 eingerichtete und seit 1999 vom Jane-Goodall-Institut geführte Institution, die der Aufnahme verwaister Schimpansen dient. 2008 hielten sich dort 120 Tiere auf, unter ihnen seit 1979 der als Gregoire bekannt gewordene älteste Schimpanse Afrikas (um 1942 – 17. Dezember 2008).
Tchimpounga ist Teil eines umfassenden Projekts zum Schutz der vier Primatenarten Gorillas, Orang-Utans, Bonobos und Schimpansen. Deren Arterhaltung dienen Projekte, die z. T. die Wiederauswilderung fördern, wobei einem Teilprojekt, zu dem das von Tchimpounga gehört, eher eine Art Sammelfunktion für verwaiste Tiere zukommt. Leiterin und Nachfolgerin Goodalls ist Rebeca Atencia.
Neben dem 26 ha umfassenden Gebiet wurde im März 1999 von der Demokratischen Republik Kongo ein Schutzgebiet von 7284 ha Größe eingerichtet. Es wird vom Jane-Goodall-Institut geführt. Das zuständige Ministerium für Waldwirtschaft (Ministère de l’Économie Forestière) stellte fest, dass im Schutzgebiet etwa 50 bis 60 Schimpansen lebten. Da entlang des Kouilou, der außerhalb des Schutzgebiets fließt, weitere Populationen bekannt sind, wird in naher Zukunft auch dort eine Zählung stattfinden. Wachmannschaften der Nachbardörfer patrouillieren in diesem Gebiet. Bis 2015 wurden am Kouilou 15 Schimpansen ausgewildert.
Grund für diese Maßnahmen ist der illegale Handel mit dem Fleisch von Urwaldtieren (bushmeat). Daher werden die umliegenden Dörfer in eine Kampagne mit einbezogen, wobei sie schließlich nicht nur die Hauptunterstützer sein, sondern auch mittelbar davon profitieren sollen. Diese als Community-Centered Conservation (CCC) bezeichnete Vorgehensweise setzt sich die Stärkung der lokalen politischen Organisationen, die engere Koordination zwischen den örtlichen Kräften und dem Reservatsmanagement, die Schulung auf allen Ebenen, die Verbesserung der gesellschaftlichen Infrastruktur und die Anpassung der Landwirtschaft zum Ziel. Dorfkomitees unterstützen inzwischen die Kampagnen und sollen sich zu deren Trägern entwickeln.
Bisher wurde im Dorf Tchikafi eine Schule finanziert und gebaut, einem Ort, der bisher keine Schule besaß. Die Schule in Mpili wurde renoviert, die Zahl der Schüler hat sich verdoppelt. Ein Lehrergebäude für Schulungen entstand in Notoupou. Zwei Inspektoren für den Unterricht sollen diesen qualitativ verbessern. Schließlich stellte das Jane-Goodall-Institut auch Lehrmaterialien und Bücher.
Der Aus- und Weiterbildung von Schülern und Studenten dienen Besuche im Zentrum und im Schutzgebiet. Besonders armen oder verwaisten Kindern und Flüchtlingskindern bietet eine Ausbildung Berufsperspektiven. Zudem wird diesen späteren Fachkräften die Besonderheit, wenn nicht Einzigartigkeit ihrer natürlichen Umgebung ins Bewusstsein gerufen.
Von besonderer Bedeutung ist die Zusammenarbeit mit dem AIDS Prevention and Awareness Raising in Schools (PRESIEC), das sich der AIDS-Prävention in Schulen verschrieben hat. Seine Kenntnisse und sein Zugang zu marginalisierten Gruppen sind dabei von großer Tragweite.
Das Team des Jane-Goodall-Instituts wird von 23 so genannten eco-educators, also „Öko-Ausbildern“ getragen. Dazu kommen Wachleute aus den Dörfern, die die illegale Jagd verhindern sollen. Auch sie werden geschult und sollen ihre Kenntnisse weitergeben.
Zwei Krankenschwestern betreiben mit Unterstützung des Instituts und auch der Regierung eine örtliche Krankenstation. Auf Initiative der Regierung haben die Dorfgemeinschaften eigene Zählungen durchgeführt, die als Basis für die weitere Arbeit dienen.